# Ернест Фредерік Біл
Ернест Фредерік Біл VC (27 січня 1883 – 22 березня 1918) — англійський кавалер Хреста Вікторії, найвищої та найпрестижнішої нагороди за доблесть перед обличчям ворога, якою можуть бути нагороджені сили Великої Британії та Співдружності націй.
Білл народився в сім'ї Джона Дж. В. і Джейн Стіллман Білл, які проживали за адресою 55, Іст-стріт, Брайтон.

## Військова служба
Білу було 35 років, і він був тимчасовим другий лейтенантом 13-го батальйону Йоркширського полку (Олександра, принцеса Уельська), Британської армії під час Першої світової війни, і був нагороджений Хрестом Вікторії за свої дії 21/22 березня 1918 року в Сен-Леже, Франція.
|  | За найвидатнішу хоробрість і рішуче керівництво, коли командував ротою, призначеною для зайняття певної ділянки окопу. Коли рота була встановлена, виявилося, що між лівим флангом роти та сусіднім підрозділом існує значний розрив близько 400 ярдів, і що цей розрив сильно утримується ворогом. Було життєво важливо, щоб розрив був ліквідований, але на той час не було доступних військ. Організувавши невелику групу менш ніж з десятка людей, він повів їх проти ворога. Діставшись до ворожого кулемета, 2-й лейтенант Біл негайно кинувся вперед і своїм револьвером убив обслугу та захопив кулемет. Продовжуючи рух по окопу, він зустрів і розправився з іншим кулеметом таким же чином, і загалом захопив чотири ворожі кулемети та завдав значних втрат. Пізніше ввечері, коли поранений чоловік був залишений на відкритому місці під сильним ворожим вогнем, він, незважаючи на небезпеку, підійшов близько до ворожого кулемета і приніс пораненого на спині. 2-й лейтенант Біл був убитий снарядом наступного ранку. |

## Вшанування пам'яті
Білл увічнений на Аррас Меморіал. Його Хрест Вікторії виставлений у музеї Грін Ховардс, Річмонд, Північний Йоркшир, Англія. Два Брайтон і Хоув автобуси були названі на його честь. Крім того, його ім'я вказано на панелях, що вшановують загиблих у Першій світовій війні в залі Брайтон, Хоув і Сассекс Коледж шостого класу, для випускників попереднього навчального закладу, Брайтонської, Хоувської та Сассекської гімназії.
Золотий медальйон із портретом Білла, прикрашений емблемою Хреста Вікторії, був показаний його правнуком в епізоді програми Antiques Roadshow у грудні 2021 року.

## Зовнішні посилання
- Назви автобусів